# Upor Tibor
Upor Tibor (eredeti neve: Ungerleider Tibor) (Budapest, 1904. június 15. – Budapest, 1960. június 4.) magyar díszlettervező, építészmérnök, érdemes művész (1958). Fia, Upor Péter (1934–1971) színész.

## Életpályája
Szülei: Ungerleider József (1877–1938) és Löfl Olga voltak. A római képzőművészeti akadémián tanult. 1927-ben a braunschweigi műegyetemen építészmérnöki diplomát szerzett. 1927–1930 között az Új Színház díszlettervezője volt. 1930–1936 között a Nemzeti Színház díszlettervezője lett. 1936–1949 között magánszínházak foglalkoztatták; 1936–1939 között a Magyar Színház tervezője volt. 1939–1952 között az építőiparban dolgozott. 1952–1960 között a Vígszínháznak, a szolnoki Szigligeti Színháznak is díszlettervezője volt.
Színházi munkájában plasztikus térkiképzésre, összefoglaló, zárt szerkesztési hatásra törekedett.
Sírja a Farkasréti temetőben látogatható (22-1-72.).

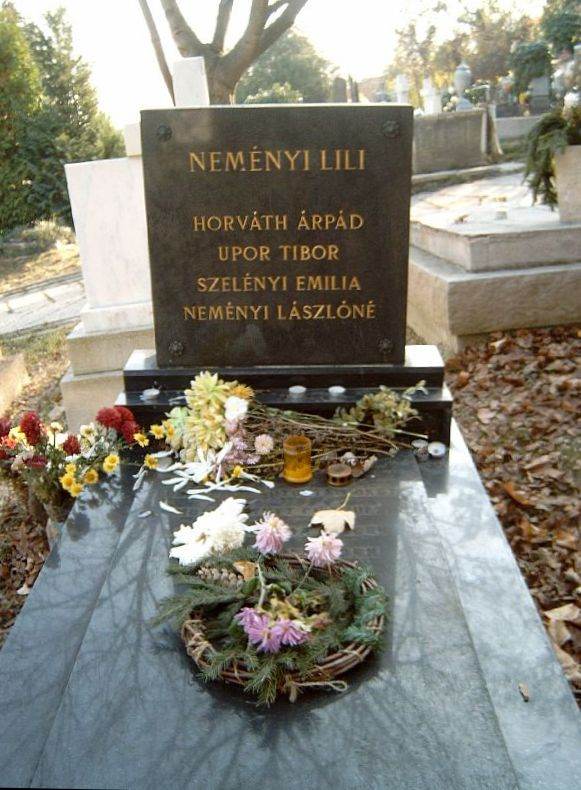
Neményi Lili (1902–1988) színésznő, énekesnő (szoprán), Horváth Árpád (1899–1944) rendező, színházigazgató, kritikus, színészpedagógus és Upor Tibor (1904–1960) díszlettervező sírja Budapesten. Farkasréti temető: 22-1-72.

## Színházi munkái
- Ibsen: Kísértetek
- Molnár: A hattyú
- William Shakespeare: A makrancos hölgy
- Niccodemi: Hajnalban, délben, este
- Shaw: Szent Johanna
- Tolsztoj: Háború és béke
- Dürrenmatt: Az öreg hölgy látogatása
- Kohout: Ilyen nagy szerelem
- Ibsen: Peer Gynt
- Vörösmarty Mihály: Csongor és Tünde
- Madách Imre: Az ember tragédiája
- Heltai Jenő: A néma levente
- Gorkij: Éjjeli menedékhely
- Gáspár M.: Új isten Thébában
- Cocteau: Rettenetes szülők
- Csepurin: Tavaszi áradás
- García Lorca: Bernarda Alba háza
- Vészi Endre: A titkárnő
- Németh L.: Széchenyi
- Arisztophanész: Lysistraté

## Díjai
- Érdemes művész (1958)